# Jerzy Samiec
Jerzy Piotr Samiec (* 27. března 1963 v Cieszyně) je polský luterský duchovní a biskup.
V letech 1983–1988 studoval teologii ve Varšavě. Ordinován byl v roce 1989. Kromě služby ve farnostech v Zabrzu Glivicích se v církvi věnoval činnosti evangelizační, mládežnické a vzdělávací. Od roku 2007 byl předsedou synodu Evangelicko-augsburské církve v Polské republice. Dne 17. října 2009 byl zvolen biskupem této církve. Úřadu se ujal v lednu 2010. V letech 2016–2021 byl předsedou Polské ekumenické rady.
Od roku 1990 je ženat s Beatou roz. Michałek.